# Agam Darshi
Agamdeep Darshi (Birmingham, Inglaterra, 23 de diciembre de 1987) es una actriz canadiense nacida en Reino Unido.

## Primeros años
Nacida en Birmingham, Reino Unido, de padres indios punjabi. A una edad muy temprana, ella y su familia se trasladaron a Canadá. Creció en Montreal, Ottawa, Calgary y Vancouver. A los 14 años dejó su casa y se trasladó a Calgary, para dedicarse a la interpretación. Darshi estudió Teatro y Bellas Artes en la Universidad de Calgary y se licenció en fotografía.

## Carrera
Darshi ha aparecido en más de veinticinco producciones televisivas y en más de una docena de películas. Es más conocida por sus papeles en Tru Calling, Dead Zone, The L-Word, y como Laura en la película de terror Destino Final 3. Apareció en un papel recurrente en la serie de televisión canadiense renegadepress.com. De 2009 a 2011, Darshi apareció en la serie de televisión Sanctuary. Formó parte del reparto principal en las temporadas dos y tres y tuvo un papel recurrente en la cuarta temporada.
Darshi también es productora y directora, escritora, guionista, dramaturga, artista y diseñadora gráfica. En los Premios Leo 2013, ganó el premio a la mejor interpretación secundaria femenina en una película por su papel en el largometraje Los crímenes de Mike Recket. Junto con la también actriz surasiática Patricia Isaac, cofundó el Festival Internacional de Cine Surasiático de Vancouver (VISAFF).
También ha aparecido como Ruby Shivani en la segunda temporada de la serie de televisión You Me Her.
En enero de 2021, comenzó la fotografía principal de su primera película como directora, titulada Donkeyhead, en Regina, Saskatchewan. La película, en la que Darshi también interpretaba al personaje principal, se estrenó en el Festival Internacional de Cine del Sur de Asia Mosaic 2021.

## Vida personal
Está casada con Juan Riedinger y tienen dos hijos gemelos.

## Filmografía
| Año       | Título                                  | Rol                       | Notas                                                                                                 |
| --------- | --------------------------------------- | ------------------------- | --- |
| 2004      | Pavane for a Dead Skunk                 | Saviour Woman             | Short film                                                                                            |
| 2004      | renegadepress.com                       | Hema / Hemma              | 3 episodios                                                                                           |
| 2004      | Tru Calling                             | Dawn Pullman              | episodio: "Two Pair"                                                                                  |
| 2004      | Touching Evil                           | Lakshmi                   | episodio: "Grief"                                                                                     |
| 2004      | Perfect Romance                         | Smitten student           | TV movie                                                                                              |
| 2004      | Pink Ludoos                             | Pria Dhaliwal             | |
| 2004–2008 | Stargate Atlantis                       | Novo / Athosian #2        | 2 episodios                                                                                           |
| 2005      | Reefer Madness                          | Female Dancer             | |
| 2005      | Stranger in My Bed                      | Hotel Clerk               | TV movie                                                                                              |
| 2005      | Best Friends                            | Sales Clerk               | TV movie                                                                                              |
| 2005      | Zixx: Level Two                         | Jayda                     | 8 episodios                                                                                           |
| 2005–2009 | The L Word                              | Waitress                  | 4 episodios                                                                                           |
| 2006      | Final Destination 3                     | Laura                     | |
| 2006      | Double Cross                            | Lorraine                  | TV movie                                                                                              |
| 2006      | Supernatural                            | Jill                      | episodio: "Hell House"                                                                                |
| 2006      | Civic Duty                              | Nurse                     | |
| 2006      | 49th & Main                             | Rajanpreet Johal          | TV series                                                                                             |
| 2006      | The Dead Zone                           | Tahmina Mahmud            | episodio: "Articles of Faith"                                                                         |
| 2006      | Snakes on a Plane                       | Dell Girl                 | |
| 2006      | Deck the Halls                          | News Producer             | |
| 2006      | Masters of Horror                       | Travel Agent              | episodio: "The Screwfly Solution"                                                                     |
| 2006      | Under the Sycamore Tree                 | Allison                   | |
| 2007      | Good Luck Chuck                         | Female Wedding Guest      | |
| 2007      | Kyle XY                                 | Pretty Girl               | episodio: "The List Is Life"                                                                          |
| 2007      | Butterfly on a Wheel                    | APM Secretary             | |
| 2007      | Psych                                   | Dwyer                     | episodio: "Meat Is Murder, But Murder Is Also Murder"                                                 |
| 2007      | American Venus                          | Ki                        | |
| 2007      | The Haunting of Sorority Row            | Rachel                    | TV movie                                                                                              |
| 2007      | Reaper                                  | Bubbly Employee           | episodio: "Magic"                                                                                     |
| 2008      | Poison Ivy: The Secret Society          | Nadia                     | TV movie                                                                                              |
| 2008      | Robson Arms                             | Sara                      | episodio: "Prince of Nigeria"                                                                         |
| 2008      | NYC: Tornado Terror                     | Dog Walker #2             | TV movie                                                                                              |
| 2008      | The Guard                               | Darma Singh               | 6 episodios                                                                                           |
| 2008      | Bollywood Beckons                       | Neeru Singh               | Short film                                                                                            |
| 2008      | Past Lies                               | Claudia                   | TV movie                                                                                              |
| 2009      | Playing for Keeps                       | Maya                      | TV movie                                                                                              |
| 2009      | Watchmen                                | On Location Reporter      | |
| 2009      | Impact                                  | Ella Barlow               | TV miniseries, episodio: "#1.2"                                                                       |
| 2009      | Almost Audrey                           | Stephanie                 | TV movie                                                                                              |
| 2009      | Excited                                 | Safira                    | |
| 2009      | Stargate Universe                       | Dr. Sonja Damji           | episodio: "Air: Part 1"                                                                               |
| 2009      | 2012 (film)                             | Aparna Tsurutani          | |
| 2009–2011 | Sanctuary                               | Kate Freelander           | 37 episodios                                                                                          |
| 2010      | Dan for Mayor                           | Brianna                   | 12 episodios                                                                                          |
| 2010      | A Night for Dying Tigers                | Debbie                    | |
| 2010      | Fathers & Sons                          | Agam                      | |
| 2011      | Normal                                  | Nancy                     | TV movie                                                                                              |
| 2011      | Endgame                                 | Tara                      | episodio: "Bless This Union"                                                                          |
| 2011      | White Collar Poet                       | Air                       | 2 episodios                                                                                           |
| 2012      | County                                  | Talaikha                  | TV movie                                                                                              |
| 2012      | In Their Skin                           | Nurse                     | |
| 2012      | The Possession                          | Court Representative      | |
| 2012      | Crimes of Mike Recket                   | Jasleen Recket            | |
| 2012      | Ring of Fire                            | Audrey Leems / Audrey Lee | TV miniseries, 2 episodios                                                                            |
| 2013      | Arrow                                   | Anastasia                 | episodio: "Betrayal"                                                                                  |
| 2013      | Played                                  | Khali Bhatt (Main)        | 13 episodios                                                                                          |
| 2013      | Reunion                                 | Her                       | Short film                                                                                            |
| 2014      | Bates Motel                             | Deputy Patty Lin          | 2 episodios                                                                                           |
| 2015      | Perception                              | Nasim Shah                | episodio: "Mirror"                                                                                    |
| 2016      | Brain on Fire                           | Dr. Khan                  | |
| 2017      | Colossal                                | Ash                       | Film                                                                                                  |
| 2017      | Chokeslam                               | Dr. Hayden                | Film                                                                                                  |
| 2017      | Dirk Gently's Holistic Detective Agency | Wakti Wapnasi             | 4 episodios                                                                                           |
| 2017      | You Me Her                              | Ruby Shivani              | 5 episodios                                                                                           |
| 2018      | Kingsway                                | Megan                     | |
| 2019      | The Magicians                           | Janet Pluchinsky          | 2 episodios                                                                                           |
| 2020      | Funny Boy                               | Radha                     | Nominated for the Canadian Screen Award for Best Supporting Actress at the 9th Canadian Screen Awards |
| 2021      | The Flash                               | Mona Taylor / Queen       | 4 episodios                                                                                           |
| 2021      | Donkeyhead                              | Mona                      | Also director                                                                                         |